# 2001 QR322
2001 QR322 ali 2001 QR 322 je Neptunov trojanec v Lagrangeevi točki L4 (to pomeni, da je za okoli 60° pred Neptunom)

## Odkritje
Odkrit je bil v okviru programa Deep Ecliptic Survey 21. avgusta 2001. Prvi ga je opazoval Marc W. Buie na Observatoriju Cerro Tololo (Čile). To je bil prvi odkriti Neptunov trojanec.

Asteroid še nima uradnega imena.

## Značilnosti
Asteroid  2001 QR 322 ima premer med 75 in 230 km, njegova tirnica pa je nagnjena proti ekliptiki 1,3 °.  Nahaja se v zelo stabilni tirnici.
Njegova absolutna magnitudi je med 7,3 in 7,8.
Nekateri znani Neptunovi trojanci so še 2004 UP10, 2005 TN53, 2005 TO74, 2006 RJ103 in 2007 VL305.